# Algesbüttel

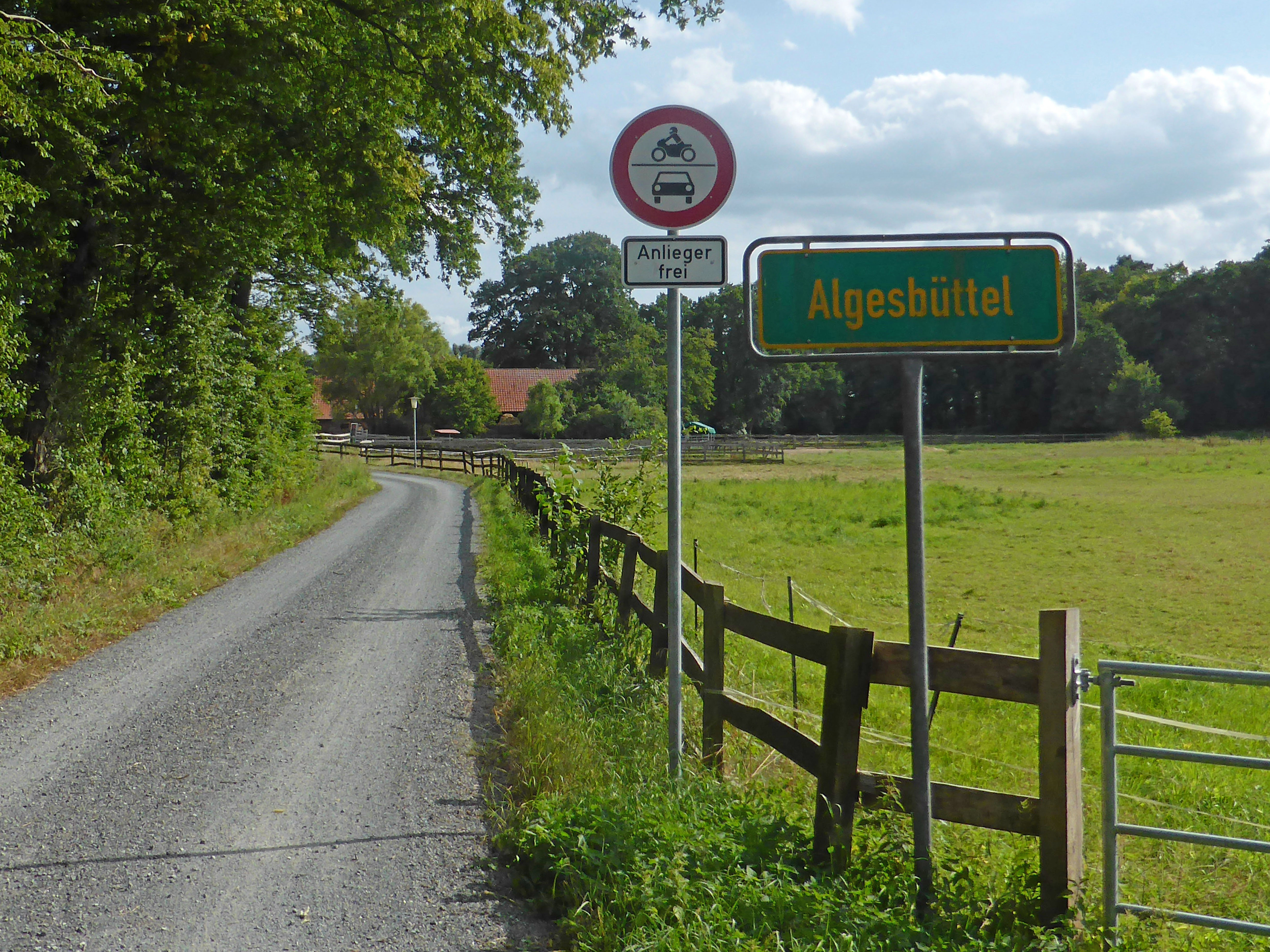
Algesbüttel

Algesbüttel ist ein Wohnplatz in der Gemeinde Adenbüttel im Landkreis Gifhorn in Niedersachsen. Algesbüttel gehört zu den Ortschaften mit der Ortsnamenendung -büttel, die sich im südlichen Landkreis Gifhorn in singulärer Häufung finden.

## Geografie und Verkehrsanbindung
Algesbüttel liegt im Osten von Niedersachsen zwischen den Städten Gifhorn und Braunschweig. Westlich von Algesbüttel fließt die Vollbütteler Riede, am nördlichen Ortsrand verläuft die Kreisstraße 48. Die Zufahrt nach Algesbüttel ist für Kraftfahrzeuge verboten, nur Anlieger sind davon ausgenommen.

## Geschichte
Im Jahre 1022 wurde Algesbüttel erstmals als Aldagesbutile erwähnt. Die Siedlung bestand aus sieben Höfen und einer Kirche, die später verfiel. Die letzte Erwähnung der alten Siedlung Algesbüttel findet sich 1480 als lüneburgisches Lehnstück. Später fiel Algesbüttel wüst.
Erst von 1836 an wurde Algesbüttel durch Heinrich Habe wieder neu besiedelt, der in Algesbüttel ein Gehöft errichtete, aus dem bis heute Algesbüttel besteht.